# FightWorld
FightWorld è una serie televisiva statunitense con protagonista Frank Grillo.
La prima stagione, composta da 5 episodi, è stata distribuita da Netflix il 12 ottobre 2018, in tutti i paesi in cui il servizio è disponibile, come Spagna, Germania e Stati Uniti.

## Trama
Frank Grillo esplora e prova le diverse arti marziali e sport da combattimento di varie culture del mondo, ad esempio in Città del Messico (con la partecipazione di Julio César Chávez) con la boxe messicana; in Thailandia con il Muay thai (con la partecipazione di Buakaw Banchamek); in Myanmar per il campionato del mondo di Lethwei (con la partecipazione di Soe Lin Oo); in Senegal con la lotta senegalese e in Israele con il Krav Maga.

## Episodi
| Stagione       | Episodi | Pubblicazione Stati Uniti | Pubblicazione Italia |
| -------------- | ------- | ------------------------- | -------------------- |
| Prima stagione | 5       | 2018                      | 2018                 |